# Лескус
Леску́с (фр. Lescousse) — коммуна во Франции, находится в регионе Юг — Пиренеи. Департамент коммуны — Арьеж. Входит в состав кантона Западный Памье. Округ коммуны — Памье.
Код INSEE коммуны — 09163.

## Население
Население коммуны на 2008 год составляло 88 человек.
| 1962 | 1968 | 1975 | 1982 | 1990 | 1999 | 2008 |
| ---- | ---- | ---- | ---- | ---- | ---- | ---- |
| 90   | 111  | 109  | 103  | 90   | 81   | 88   |

## Экономика
В 2007 году среди 52 человек в трудоспособном возрасте (15—64 лет) 35 были экономически активными, 17 — неактивными (показатель активности — 67,3 %, в 1999 году было 71,4 %). Из 35 активных работали 35 человек (20 мужчин и 15 женщин), безработных было 0 (0 мужчин и 0 женщин). Среди 17 неактивных 7 человек были учащимися или студентами, 5 — пенсионерами, 5 были неактивными по другим причинам.

## Фотогалерея

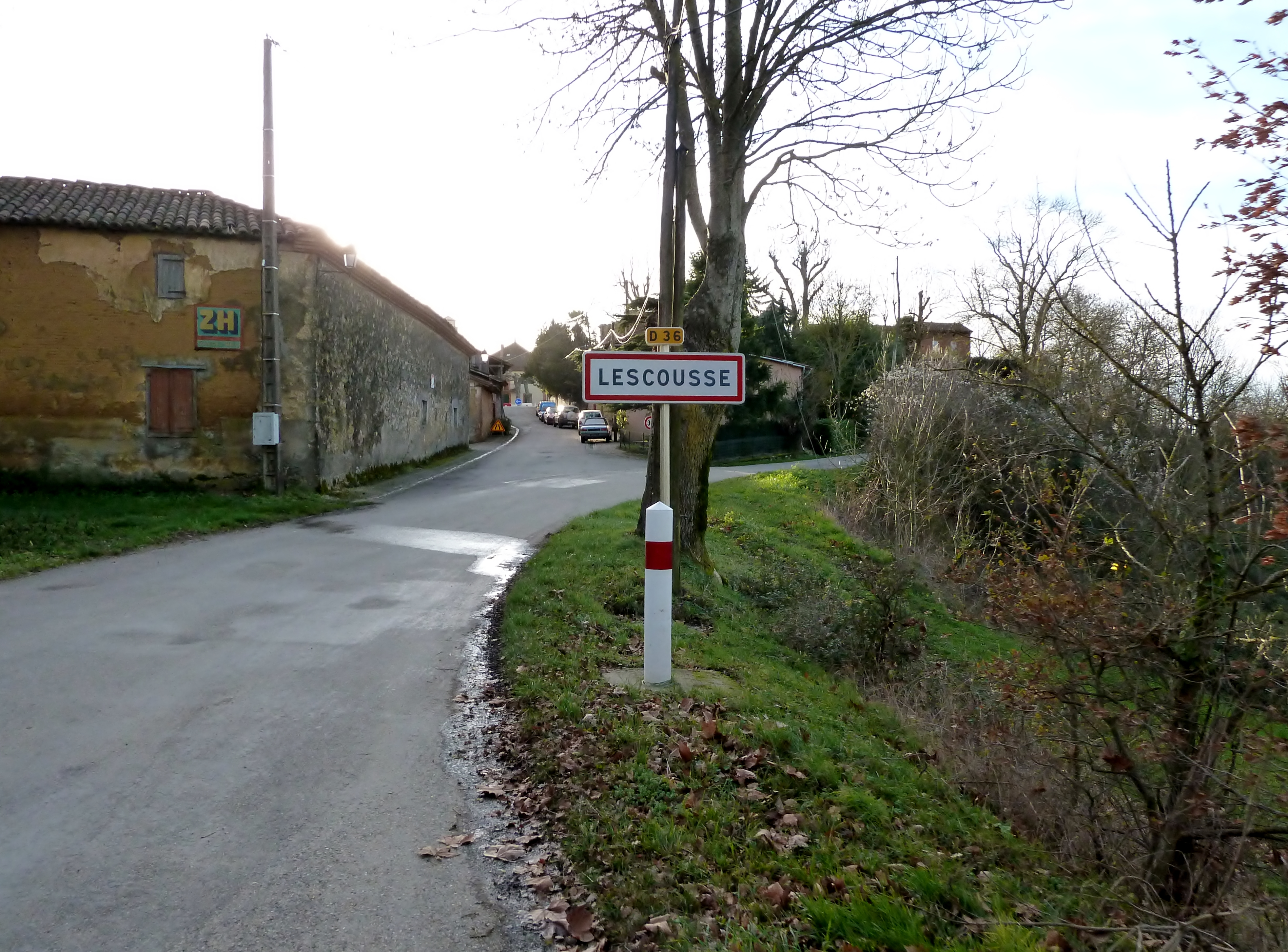
Въезд в Лескус
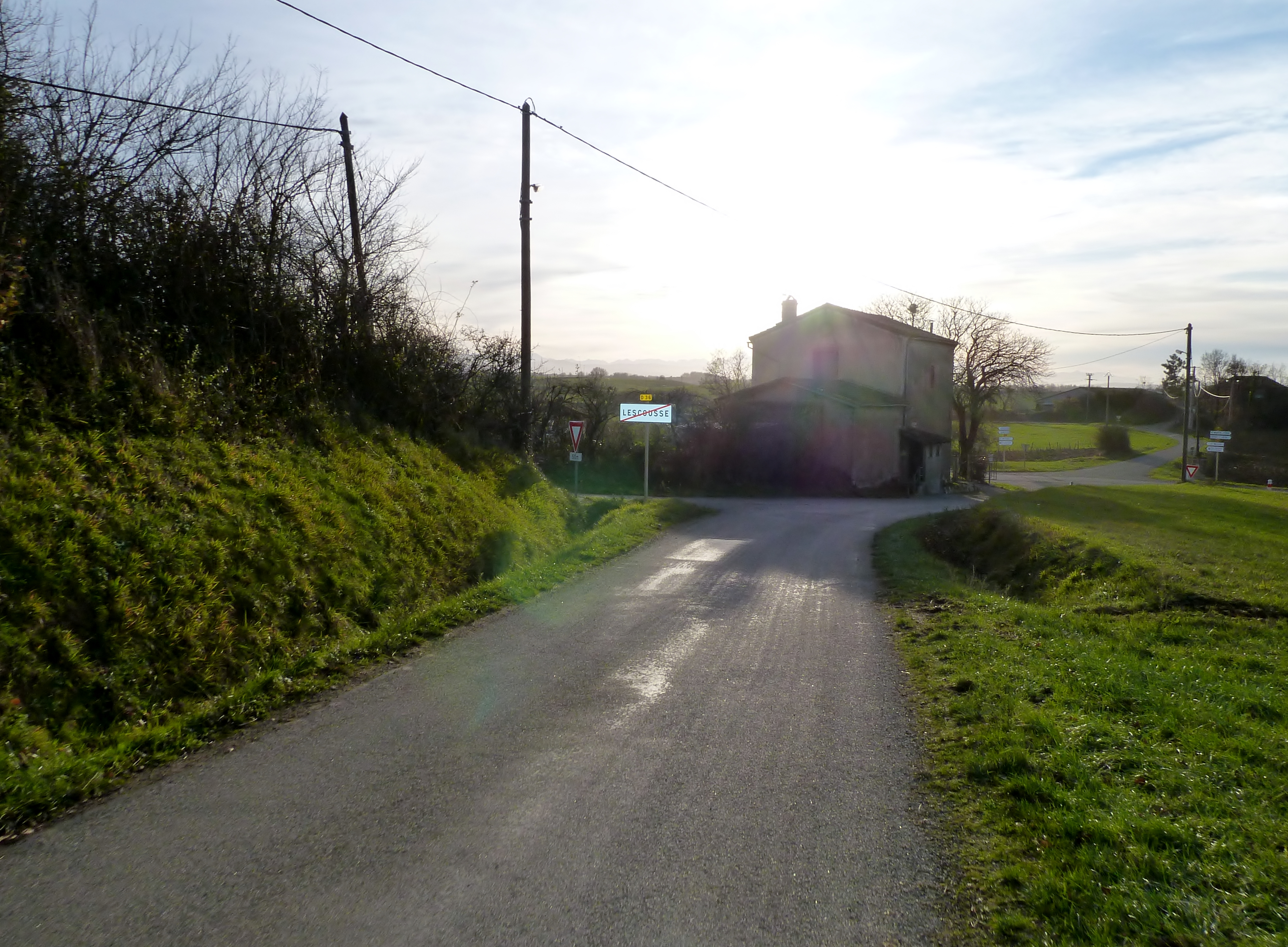
Выезд из Лескуса